# Walter Maurer (artista)
Walter Helmut Maurer (20 de marzo de 1942 en Dachau, Baviera) es un diseñador alemán y profesor universitario, que es un importante representante del cubismo moderno y del expresionismo en Alemania.
En sus obras de arte, a menudo explica cuestiones de ética contra el racismo y el extremismo. También fue socio artístico de Andy Warhol, Roy Lichtenstein, César Manrique y Frank Stella.